# Joselito Vaca
José „Joselito” Vaca Velasco (Santa Cruz de la Sierra, 1982. augusztus 12. –) bolíviai labdarúgó, a Blooming középpályása.